# 薛烛
薛燭（？—？），春秋末期越王勾践门客，善于相剑。

## 佚事
《越绝书》记载，越王勾践有五把宝剑闻名天下，而他手下门客中薛烛以相剑著称，因而请他来相剑，薛烛最终接受了邀请。
看了第一把名为毫曹，薛认为这把算不上宝剑，宝剑应该五种金属色泽不相上下，而毫曹虽然名气很大，但算不上宝剑。
看了第二把巨阙，说这也算不上宝剑，宝剑应该锻造时铜和锡相互交融，而巨阙却铜和锡相互分离；越王争辩巨阙铸成时又宫人驾车失控，而他自己拔剑一挥，剑气砍断了马车，刺穿铜锅则如同切米糕一般，因而叫做巨阙。
越王最后拿来了纯钧，薛烛听到剑的名字就大惊失色，一会儿才缓过神来，慢慢走下台阶，整理好衣服跪下来远远观望这一把剑，用手一挥，剑的光影如芙蓉绽放，看剑纹如同群星巡游，看剑光仿佛要漫溢出池，看剑锋如山岭般严峻，看剑材如冰融般晶莹剔透——这就是纯钧吗！越王说是，并表示有別國派門客前來要用两个有市场的小镇、一千匹骏马、再加上两座有1000戶人口的大城来换，这样可以吗？薛烛说：“不能换。当初铸造这把剑的时候，赤堇山断裂才取得锡材，若耶溪断流才取得铜料，铸造时雨师倾洒扫除污垢，雷公轰鸣吹风鼓火，蛟龙托举着炼炉，天帝为之填充炭火，而太一下凡，天地的精华都降临在剑中——欧冶子才因此收到上天的精华，用尽其毕生功力，最终造出了三把大剑、两把小剑：一曰湛盧，二曰純鈞，三曰勝邪，四曰魚腸，五曰巨闕。
阖闾后来得到了勝邪、魚腸、湛盧，但本人及后代无道，使用活人墓葬，湛盧剑气先是来到了如同水流一般，向秦国飘去经过楚国，楚王在梦中惊醒，得到了这一把剑，把它当作最贵重的宝物，而秦国为了获得这把剑，也引兵来攻打楚国，楚王坚持不给。
阖闾还用魚腸刺杀王僚，他一連几次派人刺杀，最终派专诸以进献烤鱼为由用魚腸杀死了王僚。这仅仅是邻国获得的这几把剑所造成的威力，而还没展现出其作用于天下的威力。如今赤堇、若耶都已经恢复正常，众神都已离开人间，而铸件的欧冶子也已经过世。即便用满城的黄金、满河的珠宝也换不来这一把宝剑，之前哪些价格怎么可能够呢？”